# Иммунопроба
Метод иммунологического анализа (иммунохимический анализ) — это биохимический тест, который измеряет наличие или концентрацию макромолекул или микромолекул в растворе с помощью антитела или антигена.
Молекула, обнаруженная в результате теста, называется аналитом и во многих случаях является белком. Однако оно может быть разного типа и размера, пока антитело сохраняет способность распознавать и связывать определенную молекулу.
Аналиты в биологических жидкостях, таких как сыворотка или моча, часто измеряются с помощью этого метода в медицинских или исследовательских целях.
Метод иммунологического анализа применяется в различных формах: он может быть выполнен в случае гетерогенных (или сепаративных) тестов с несколькими этапами путем добавления и промывки реагентов или их разделения в разные этапы, или, в случае однородных (несепаративных) тестов, путем смешивания образца с реагентами и проведения физического измерения.

## Принцип
Иммуноанализ основывается на способности антитела распознавать и связывать конкретную макромолекулу, которая может представлять собой сложную смесь макромолекул. В иммунологии конкретная макромолекула, связанная антителом, называется антигеном, а область на антигене, с которой связывается антитело, называется эпитопом.
В некоторых случаях в иммуноанализе можно использовать антиген для обнаружения в растворе антител, распознающих этот антиген. Другими словами, в некоторых иммуноанализах аналит может быть антителом, а не антигеном.
Помимо связывания антитела с его антигеном, другой ключевой особенностью всех иммуноанализов является способ получения измеримого сигнала в ответ на связывание. Большинство, хотя и не все, иммуноанализы включают химическое связывание антител или антигенов с какой-либо детектируемой меткой. В современных иммуноанализах существует большое количество меток, и они позволяют обнаруживать их различными способами. Многие метки поддаются обнаружению, потому что они либо излучают излучение, либо вызывают изменение цвета раствора, флуоресцируют на свету, либо могут излучать свет.